# Salinen von Arinaga

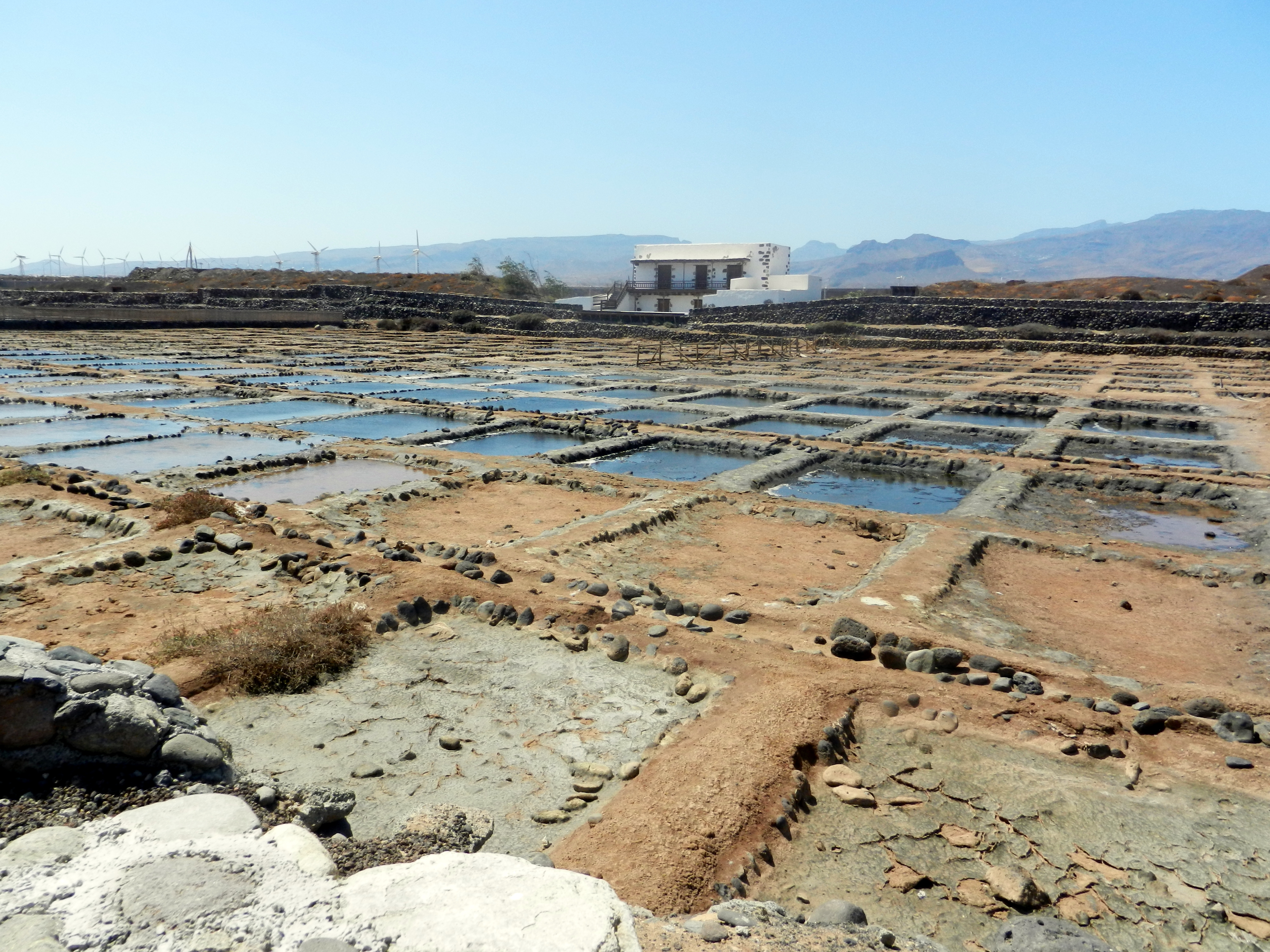
Verdunstungsbecken mit Casa del Obispo im Hintergrund

Die Salinen von Arinaga (spanisch: Salinas de Arinaga) sind eine denkmalgeschützte Anlage von Meerwassersalinen auf der Insel Gran Canaria in der spanischen Provinz Las Palmas. Sie wurden zwischen 1804 und 1820 gebaut und zählen neben den Salinen von Tenefé und Bocabarranco zu den letzten erhaltenen Beispielen traditioneller Salzgewinnung auf dieser Kanareninsel. 
Die Salinen liegen an dem als Playa del Cabrón bezeichneten Küstenabschnitt am südlichen Rand des zum Municipio von Agüimes gehörenden Ortes Arinaga. Sie grenzen im Nordosten und Nordwesten an ein Industrie- und Gewerbegebiet. Der südöstlich anschließende Abschnitt des Atlantiks ist ein ertragreiches Fischfanggebiet und zählt zu den Teilen mit der größten Biodiversität auf dem gesamten Archipel. Das flache Ufer, die ganzjährig intensive Sonneneinstrahlung und der konstante Wind an diesem Küstenstreifen begünstigen die Salzgewinnung. 
Die Gesamtfläche des denkmalgeschützten Gebiets umfasst rund 26.419 m², wovon etwa 16.890 m² auf die eigentlichen Salzgewinnungseinrichtungen entfallen. Der südliche Bereich nahe der neuen Hafenanlage ist großteils verfallen. Der nördlich daran anschließende Teil befindet sich in einem guten Erhaltungszustand und wird bis heute bewirtschaftet (Stand: 2011). Das Areal umfasst außerdem zwei Salzlagerhäuser, zwei Arbeiterunterkünfte und die sogenannte Casa del Obispo (‚Bischofshaus‘). Die Casa del Obispo, auch als Casa de los Picos bezeichnet, ist ein schlichter, flachgedeckter Bau, der im frühen 19. Jahrhundert als Sommersitz für den Bischof der kanarischen Inseln, Manuel Verdugo Albiturría, errichtet wurde.